# Marathon de New York 2006
Navigation
Édition précédente Édition suivante
Le Marathon de New York de 2006 est la 37e édition du Marathon de New York aux États-Unis qui a eu lieu le dimanche 5 novembre 2006. C'est le cinquième et dernier des World Marathon Majors à avoir lieu en 2006. Le Brésilien Marilson dos Santos remporte la course masculine avec un temps de 2 h 9 min 58 s. La Lettone Jeļena Prokopčuka s'impose pour la deuxième fois consécutive dans cette épreuve en 2 h 25 min 5 s.

## Résultats

### Hommes
| Rang | Athlète             | Nationalité    | Temps           |
| ---- | ------------------- | -------------- | --------------- |
|      | Marilson dos Santos | Brésil         | 2 h 09 min 58 s |
|      | Stephen Kiogora     | Kenya          | 2 h 10 min 06 s |
|      | Paul Tergat         | Kenya          | 2 h 10 min 10 s |
| 4    | Daniel Yego         | Kenya          | 2 h 10 min 34 s |
| 5    | Rodgers Rop         | Kenya          | 2 h 11 min 24 s |
| 6    | Stefano Baldini     | Italie         | 2 h 11 min 33 s |
| 7    | William Kipsang     | Kenya          | 2 h 11 min 54 s |
| 8    | Hailu Negussie      | Éthiopie       | 2 h 12 min 12 s |
| 9    | Hendrick Ramaala    | Afrique du Sud | 2 h 13 min 04 s |
| 10   | Peter Gilmore       | États-Unis     | 2 h 13 min 13 s |

### Femmes
| Rang | Athlète           | Nationalité      | Temps           |
| ---- | ----------------- | ---------------- | --------------- |
|      | Jeļena Prokopčuka | Lettonie         | 2 h 25 min 05 s |
|      | Tetyana Hladyr    | Ukraine          | 2 h 26 min 05 s |
|      | Catherine Ndereba | Kenya            | 2 h 26 min 58 s |
| 4    | Rita Jeptoo       | Kenya            | 2 h 26 min 59 s |
| 5    | Lidiya Grigoryeva | Russie           | 2 h 27 min 21 s |
| 6    | Deena Kastor      | États-Unis       | 2 h 27 min 54 s |
| 7    | Nina Rillstone    | Nouvelle-Zélande | 2 h 31 min 19 s |
| 8    | Lornah Kiplagat   | Pays-Bas         | 2 h 32 min 31 s |
| 9    | Katie McGregor    | États-Unis       | 2 h 32 min 36 s |
| 10   | Susan Chepkemei   | Kenya            | 2 h 32 min 45 s |

### Fauteuils roulants (hommes)
| Rang | Athlète | Nationalité | Temps |
| ---- | ------- | ----------- | ----- |
|      |         |             |       |
|      |         |             |       |
|      |         |             |       |

### Fauteuils roulants (femmes)
| Rang | Athlète | Nationalité | Temps |
| ---- | ------- | ----------- | ----- |
|      |         |             |       |
|      |         |             |       |
|      |         |             |       |